# العلاقات الكندية المالطية
العلاقات الكندية المالطية هي العلاقات الثنائية التي تجمع بين كندا ومالطا.

## مقارنة بين البلدين
هذه مقارنة عامة ومرجعية للدولتين:
| وجه المقارنة                                              | كندا                     | مالطا                                                     |
| --------------------------------------------------------- | ------------------------ | --------------------------------------------------------- |
| المساحة (كم2)                                             | 9.98 مليون               | 316                                                       |
| عدد السكان (نسمة)                                         | 35.70 مليون              | 465.29 ألف                                                |
| الكثافة السكانية (ن./كم²)                                 | 3.58                     | 147.24 ألف                                                |
| العاصمة                                                   | أوتاوا                   | فاليتا                                                    |
| اللغة الرسمية                                             | لغة إنجليزية، لغة فرنسية | اللغة المالطية، لغة إنجليزية                              |
| العملة                                                    | دولار كندي               | يورو، ليرة مالطية                                         |
| الناتج المحلي الإجمالي (بليون دولار)                      | 1.65 تريليون             | 12.54 مليار                                               |
| الناتج المحلي الإجمالي (تعادل القوة الشرائية) بليون دولار | 1.59 تريليون             | 14.68 مليار                                               |
| الناتج المحلي الإجمالي الاسمي للفرد دولار أمريكي          | 43.25 ألف                | 22.60 ألف                                                 |
| الناتج المحلي الإجمالي للفرد دولار أمريكي                 | 45.07 ألف                |                                                           |
| مؤشر التنمية البشرية                                      | 0.913                    | 0.839                                                     |
| رمز المكالمات الدولي                                      | +1                       | +356                                                      |
| رمز الإنترنت                                              | .ca                      | .mt                                                       |
| المنطقة الزمنية                                           |                          | توقيت وسط أوروبا، ت ع م+01:00، ت ع م+02:00، أوروبا/مالطا ‏ |

## منظمات دولية مشتركة
يشترك البلدان في عضوية مجموعة من المنظمات الدولية، منها:
| علم المنظمة | اسم المنظمة                               | تاريخ انضمام كندا | تاريخ انضمام مالطا |
| ----------- | ----------------------------------------- | ----------------- | ------------------ |
|             | منظمة الأمن والتعاون في أوروبا            | 25 يونيو 1973     | 25 يونيو 1973      |
|             | مجموعة أستراليا                           | 1985              | 2004               |
|             | مجموعة الموردين النوويين                  | ?                 | ?                  |
|             | المنظمة الهيدروغرافية الدولية             | ?                 | ?                  |
|             | يونسكو                                    | 4 نوفمبر 1946     | 10 فبراير 1965     |
|             | مؤسسة التمويل الدولية                     | 20 يوليو 1956     | 1 يونيو 2005       |
|             | منظمة الشرطة الجنائية الدولية             | ?                 | ?                  |
|             | منظمة التجارة العالمية                    | ?                 | ?                  |
|             | الاتحاد الدولي للاتصالات                  | 1 يوليو 1908      | 1965               |
|             | دول الكومنولث                             | ?                 | ?                  |
|             | المركز الدولي لتسوية المنازعات الاستشارية | 1 ديسمبر 2013     | 3 ديسمبر 2003      |
|             | منظمة حظر الأسلحة الكيميائية              | ?                 | ?                  |
|             | الأمم المتحدة                             | 9 نوفمبر 1945     | 1 ديسمبر 1964      |
|             | وكالة ضمان الاستثمار متعدد الأطراف        | 12 أبريل 1988     | 12 سبتمبر 1990     |
|             | البنك الدولي للإنشاء والتعمير             | 27 ديسمبر 1945    | 26 سبتمبر 1983     |
|             | الاتحاد البريدي العالمي                   | ?                 | ?                  |
|             | الفريق المعني برصد الأرض                  | ?                 | ?                  |

## أعلام
هذه قائمة لبعض الشخصيات التي تربطها علاقات بالبلدين:
- إيفان وودز (لاعب كرة قدم مالطي، 31 ديسمبر 1976[21] – )
- براين آدمز (5 نوفمبر 1959[22][23][24] – )
- جاسون باجادا (مغني كندي، القرن العشرين – )

## وصلات خارجية
- موقع وزارة الخارجية الكندية
- موقع وزارة الخارجية المالطية